# Öræfajökull
Öræfajökull ([ˈœːraivaˌjœːkʏtl̥], isländisch für „Einöds-“ oder „Wüstengletscher“) ist der Name eines isländischen Gletschers, der Teil des Vatnajökull ist und im Südosten des Vatnajökull-Nationalparks liegt.
Der Name bezieht sich zwar auf den Gletscher, wird aber ebenso für das darunter liegende Vulkanmassiv benutzt. Dessen höchster Gipfel Hvannadalshnúkur ist mit 2110 m die höchste Erhebung Islands. Das Gebiet liegt in der Gemeinde Hornafjörður.

## Lage des Gletschervulkans
Der Vulkan unter dem Gletscher liegt in einem nicht sehr dicht besiedelten Gebiet rund 100 km westlich der Stadt Höfn und ist seit 2004 Teil des Vatnajökull-Nationalparks.

## Name des Gletschervulkans
Öræfajökull ist seit der Besiedlung zweimal ausgebrochen. Durch die Asche und Gletscherläufe wurden viele Höfe zerstört. Das Gebiet um den Vulkan nennt man deswegen auch Öræfi (deutsch Wüste, Einöde).
Der Vulkan hieß zuvor Hnappafellsjökull, man findet auch die Bezeichnung Knappafell für den Berg, andererseits heißen Bergspitzen am Gipfel Hnappar und ein Hof an seinem Fuße Hnappavellir.
Im Anschluss an Ausbrüche im 14. Jahrhundert, die das Land veröden ließen und besonders die Gemeinde Litlahérað fast auslöschten, wurde er in Öræfajökull (Einödegletscher) umbenannt.

## Geologie
Der Öræfajökull gehört zur Gruppe der Schichtvulkane. Das Vulkanmassiv umfasst 285 km³ und ist damit eines der größten in Island. Auf dem Gipfel befindet sich eine 5 km breite Caldera, die mit Gletschereis angefüllt ist.
Die Caldera ist ca. 550 m tief und neun Talgletscher reichen aus ihr bis hinunter ins Flachland. 14 Bergspitzen ragen am Rand dieser Caldera auf, alle über 1500 m hoch, drei davon gehören zu den höchsten des Landes und einer davon ist der Hvannadalshnúkur.

## Vulkanische Aktivität

### Der Ausbruch von 1362

Schema einer plinianischen Eruption.
1: Aschewolke
2: Schlot
3: Aschenfall
4: Aschen- und Lavaschichten
5: Gesteinsschicht
6: Magmakammer

Seit der Besiedelung hat der Vulkan in zwei enormen explosiven Ausbrüchen die Gegend verwüstet.
Der erste, ein Plinianischer Ausbruch, fand im Jahre 1362 statt und vernichtete mehrere blühende Gemeinden. 42 Bauernhöfe wurden dabei zerstört und ein ganzer Distrikt, Litlahérað (Kleiner Bezirk), auch Hérað milli sanda genannt (Bezirk zwischen den Sanderebenen), verfiel daraufhin in Öde.
Es handelte sich um den größten explosiven Ausbruch auf Island in den letzten 1100 Jahren und um den drittgrößten seit dem Ende der Eiszeit vor ca. 10.000 Jahren. Die ca. 10 km³ an vulkanischem Lockermaterial und Asche bildeten bis zu 35 km hohe Eruptionssäulen und wurden vom Wind vor allem nach Norden und Nordwesten getragen und zwar derart, dass sogar in den ca. 400 km entfernten Westfjorden noch starker Aschenfall festzustellen war. Bemerkenswerte Mengen dieser Aschenlage kann man heute noch in der Inlandswüste erkennen. Der Ausbruch war sowohl mit starken Gletscherläufen wie auch pyroklastischen Strömen verbunden. Beides bewirkte die vermutlich hohe Anzahl an Todesfällen.
Geologische Untersuchungen haben erwiesen, dass sich die Ausbruchsstellen im Gipfelbereich befanden. Die Eruption stellt auch den bedeutendsten Ausbruch rhyolithischer Tephra in historischer Zeit in Island dar mit einer Stärke, die der des Pinatubo von 1991 vergleichbar ist.
Nur wenige Quellen, darunter die Annalen von Skálholt, belegen die Katastrophe. Dort wird besonders von den Auswirkungen des starken Tephrafalls berichtet. Die Asche und vulkanische Schlacke hätten z. B. den Abfluss von Flüssen und Bächen verstopft, bis das Wasser durch die Barriere gebrochen sei und eine Überschwemmung verursacht habe. Auch hätten die Schiffe in den Westfjorden Schwierigkeiten gehabt zu manövrieren, weil das Lockermaterial so dick auf dem Wasser lag.
Eine Überlieferung berichtet, der einzige Überlebende dieser Katastrophe sei ein Hirtenjunge gewesen, der sich in eine Höhle oberhalb von Svínafell geflüchtet habe. Man kennt keine genauen Zahlen über die Todesfälle damals, doch dürfte eine beträchtliche Anzahl der ca. 400 dort ansässigen Menschen zu Tode gekommen sein. Damit wäre dies der verheerendste Ausbruch in der Geschichte Islands abgesehen von den Lakiausbrüchen 1783 bis 1784. Andererseits hat man auch keinerlei Zahlen über die Auswirkungen der Eldgjá-Vulkanausbrüche und etlicher anderer.

### Der Ausbruch von 1727

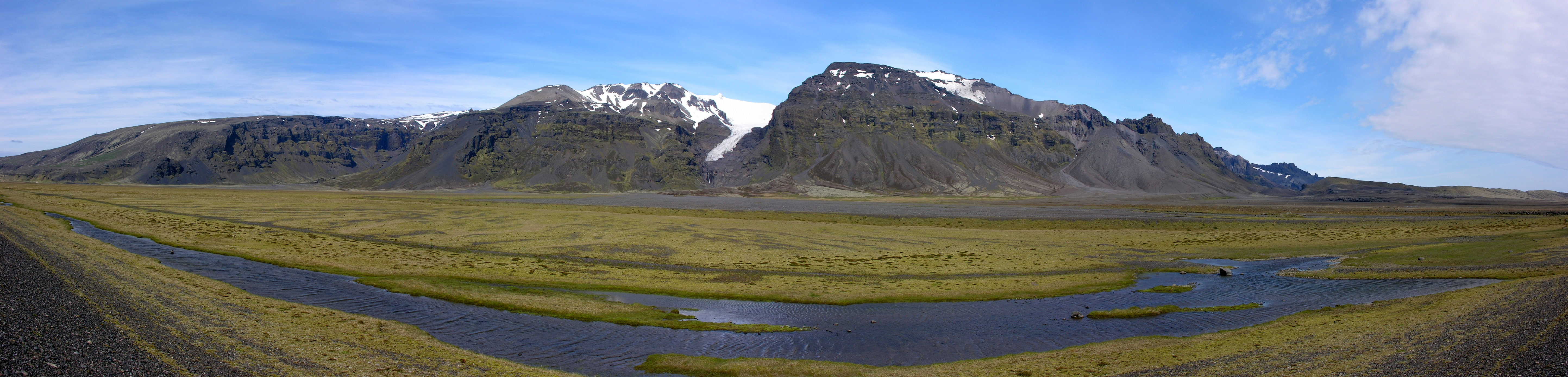
Kvíájökull-Panorama

Im August des Jahres 1727 brach der Vulkan wiederum aus, jedoch erreichte der diesmalige explosive Ausbruch bei weitem nicht die Stärke desjenigen von 1362. Dabei öffnete sich eine Spalte weiter unten am Berg, oberhalb des Sandfell. Allerdings gab es wieder zahlreiche Gletscherläufe. Das Wasser trug riesige Eisklötze mit sich, die lange auf dem Sander lagen, ehe sie wegtauten. Ihre Spuren finden sich dort noch heute. Über diesen Ausbruch liegt eine detaillierte Beschreibung vom Pfarrer der dortigen Kirchengemeinde, Jón Þorláksson, vor. Die Ausbruchsserie dauerte bis April oder Mai 1728 an.

### 21. Jahrhundert
Im August 2011 wurden am Öræfajökull zum dritten Mal innerhalb der letzten 20 Jahre ungewöhnlich hohe seismische Aktivitäten gemessen. Im November 2017 wurde ein Einbruchkessel von rund 1 km Durchmesser im Gletscher als Folge offenbar erhöhter geothermaler Aktivität festgestellt, zudem waren die vorangehenden Monate durch verstärkte seismische Aktivität gekennzeichnet. Als Konsequenz wurde der Aviation Color Code von Grün auf Gelb gesetzt.

## Der Gletscher

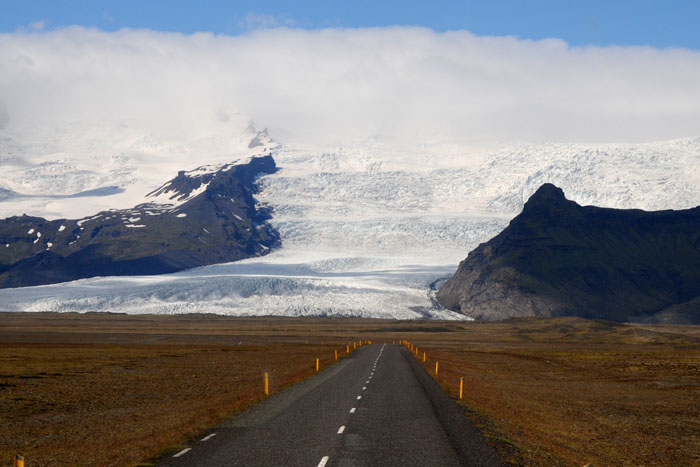
Fjallsjökull, ein Talgletscher des Öræfajökull

Der Gletscher füllt die 14 km² große Caldera des Vulkans aus. Von ihr aus reichen einige Gletscherzungen bis ins Tal hinab. Die Hänge haben ein Durchschnittsgefälle von 14°.
Zu den Auslassgletschern zählen z. B. der Svínafellsjökull (im Westen) oder der Kvíajökull (im Süden), bei dem sich mit 100 Metern die höchsten Gletschermoränen Islands finden. Am Fuße des Fjallsjökull (im Osten) befindet sich ein kleiner Gletschersee mit Eisbergen und -schollen.
Außerdem vereinigen sich die nach Norden abfließenden Auslassgletscher der Gletscherkappe des Öræfajökull mit dem Vatnajökull-Plateaugletscher, sodass beide zusammen eine durchgehende Gletscherfläche bilden.
Der Gletscher hatte einen nicht zu unterschätzenden Einfluss auf die Geologie als Wissenschaft, genauer gesagt, die Glaziologie, weil der (vermutliche) Erstbesteiger, der Arzt und Naturforscher Sveinn Pálsson im Jahre 1794 beim Betrachten des Gletschers von oben erkannte, dass Gletscher die Fließeigenschaften von hoch viskosen Materialien haben und daher die Gletscherzungen den Berg hinab fließen, wenn auch sehr viel langsamer als Wasser.

## Sedimente am Svínafell
Beim Svínafell findet man Sedimentablagerungen aus der Eiszeit. Die Lagen sind etwa 120 m dick und enthalten v. a. Pflanzenreste etwa von Birke, Krähenbeeren, diversen Grasen und Farnen. Eine ähnliche Vegetation wie man sie heute auf Island findet. Unter ihnen befinden sich Basaltschichten, über ihnen hingegen u. a. Kissenlaven, was auf eine Entstehung während der Eiszeit hinweist. Und tatsächlich beträgt das Alter der Schichten etwa eine halbe Million Jahre.

## Besiedelung der Gegend

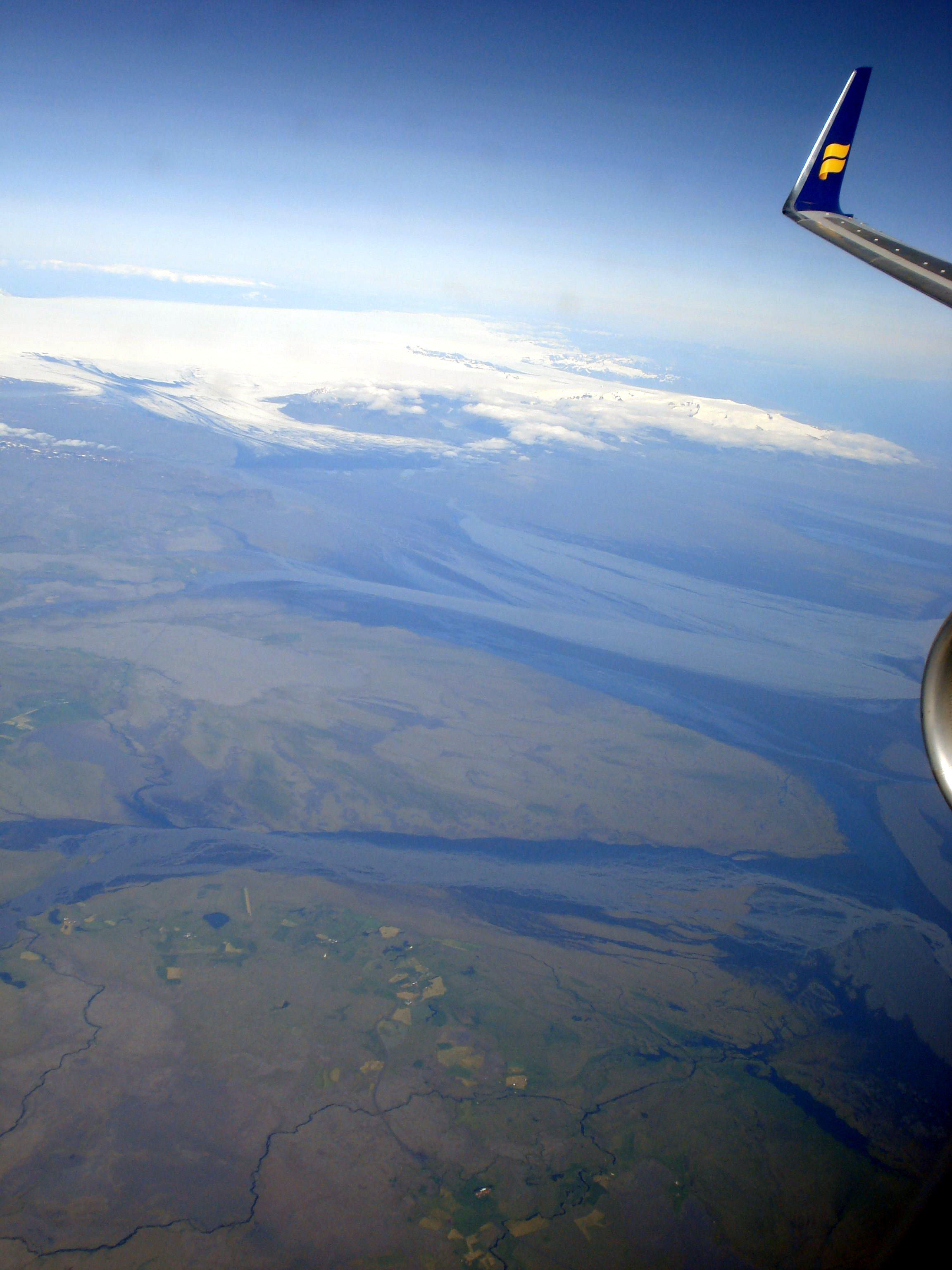
Luftaufnahme des Skeiðarárjökull und Öræfajökull (Richtung Osten)

Obwohl in der Nähe bei Ingólfshöfði mit Ingólfur Arnarson um das Jahr 870 der erste Siedler an Land kam und sich dann in Reykjavík niederließ, wurde dieses Gebiet selbst erst viel später besiedelt.

## Landmarke Öræfajökull
Der Gletschervulkan bildet zugleich die südöstlichste Spitze von Island. Als solche war er immer schon eine Landmarke für die Seefahrer. Im 20. und 21. Jahrhundert steuerten und steuern die Flugzeuge, die von Europa aus Island anfliegen, den Berg an.

### Bilder
- Gemälde „Öræfajökull“ von Jón Stefánsson in der Nationalgalerie

### Wissenschaftliche Beiträge
- Öræfajökull im Global Volcanism Program der Smithsonian Institution (englisch)
- Zum subglazialen Vulkanismus am Beispiel des Öræfajökull. (PDF) Springer-Link (englisch)
- Rune S. Selbekk, Reidar G. Trønnes: [The 1362 AD plinian Öræfajökull eruption, Iceland: Petrology and geochemistery of large-volume homogeneous rhyolitic eruption.] In: Natural History Museum, zuerst veröffentlicht in: Journal of Volcanology and Geothermal Research, 2010, 160, S. 42–58 (englisch)
- Sebekk et al: The 1364 Öræfajökull eruption, Iceland: Petrology and geochemistry of large-volume homogeonous rhyolite. (PDF) In: Journal of Volcanology and Geothermal Research, 160, 2007, S. 42–58 (englisch); zum Ausbruch von 1362
- A. Walker et al.: Rhyolite volcanism at Öræfajökull Volcano, Iceland – geochemistry, field relations & 40Ar/39Ar geochronology, 05/2010, EGU General Assembly 2010, held 2-7 May, 2010 in Vienna, Austria, S. 606, bibcode:2010EGUGA..12..606W (englisch)

### Andere
- Beschreibung von Ausbrüchen des Öræfukökull (isländisch)

### Sport
- Skitouren und Bergsteigen am Öræfajökull. (englisch)